# نوواوکراینکا (باشقیرستان)
نوواوکراینکا (انگلیسی: Novoukrainka, Republic of Bashkortostan) یک شهرک در شهرستان خایبولینسکی استان باشقیرستان کشور روسیه است.